# Davenport (Oklahoma)
Davenport es un pueblo ubicado en el condado de Lincoln en el estado estadounidense de Oklahoma. En el año 2010 tenía una población de 814 habitantes y una densidad poblacional de 387,62 personas por km².

## Geografía
Davenport se encuentra ubicado en las coordenadas 35°42′27″N 96°45′52″O / 35.70750, -96.76444 (35.707463, -96.764583).

## Demografía
Según la Oficina del Censo en 2000 los ingresos medios por hogar en la localidad eran de $24,205 y los ingresos medios por familia eran $30,329. Los hombres tenían unos ingresos medios de $25,972 frente a los $19,091 para las mujeres. La renta per cápita para la localidad era de $12,438. Alrededor del 23.9% de la población estaban por debajo del umbral de pobreza.